# Lutherische Pfarrkirche St. Marien (Marburg)

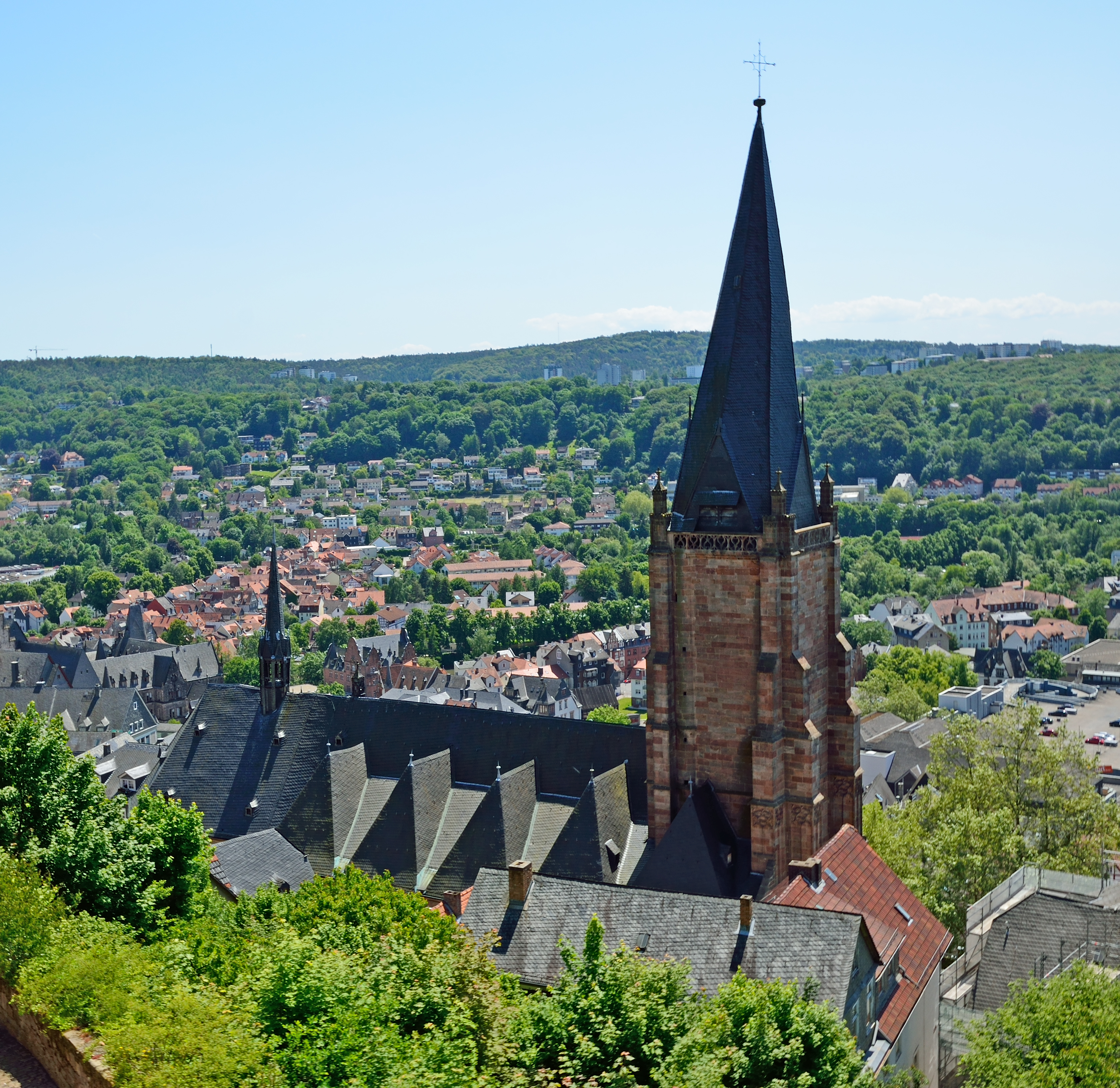
Die Pfarrkirche vom Schloss aus

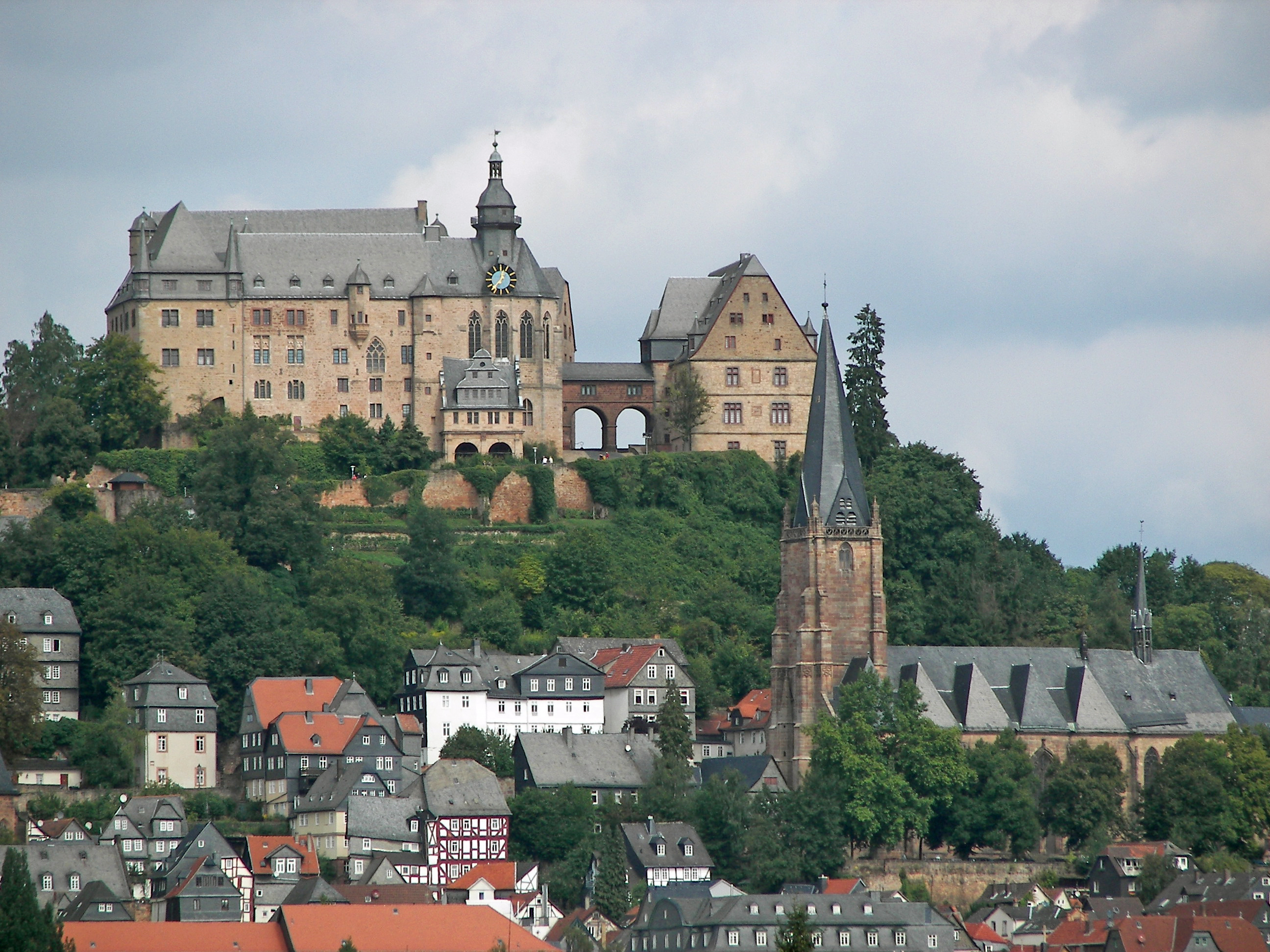
Rechts die Pfarrkirche – dahinter das Schloss

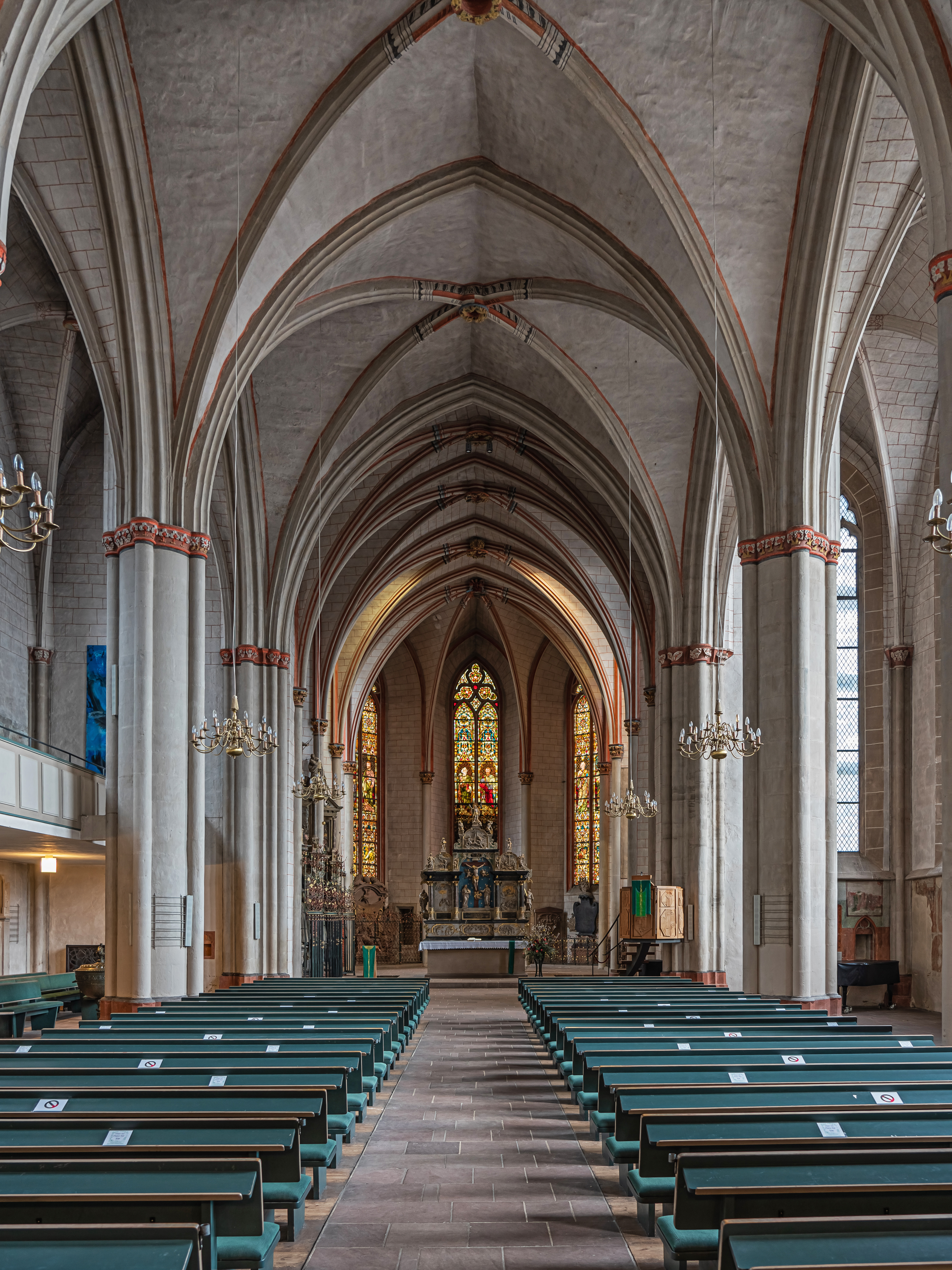
Langhaus von Westen

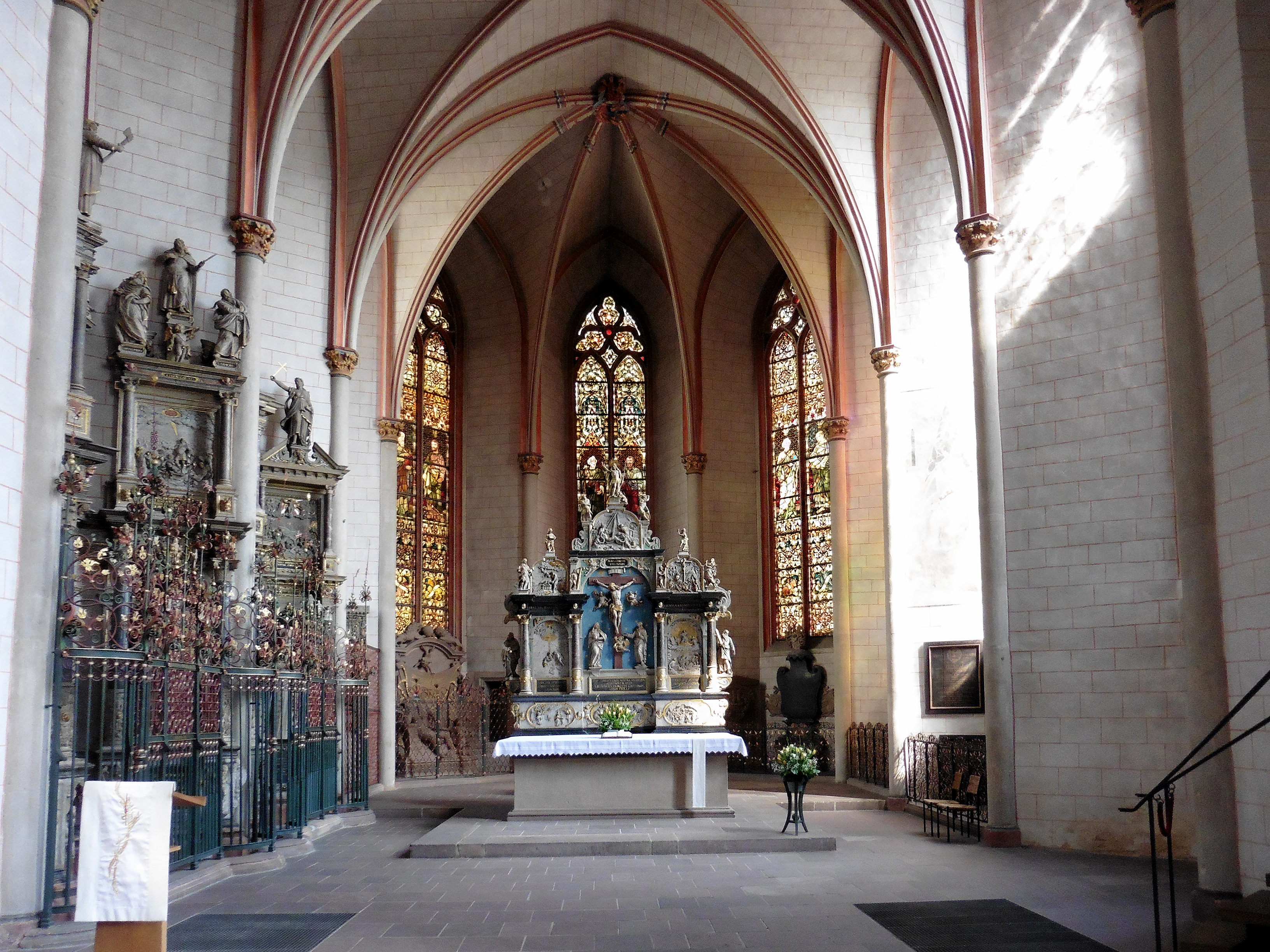
Chor von Westen

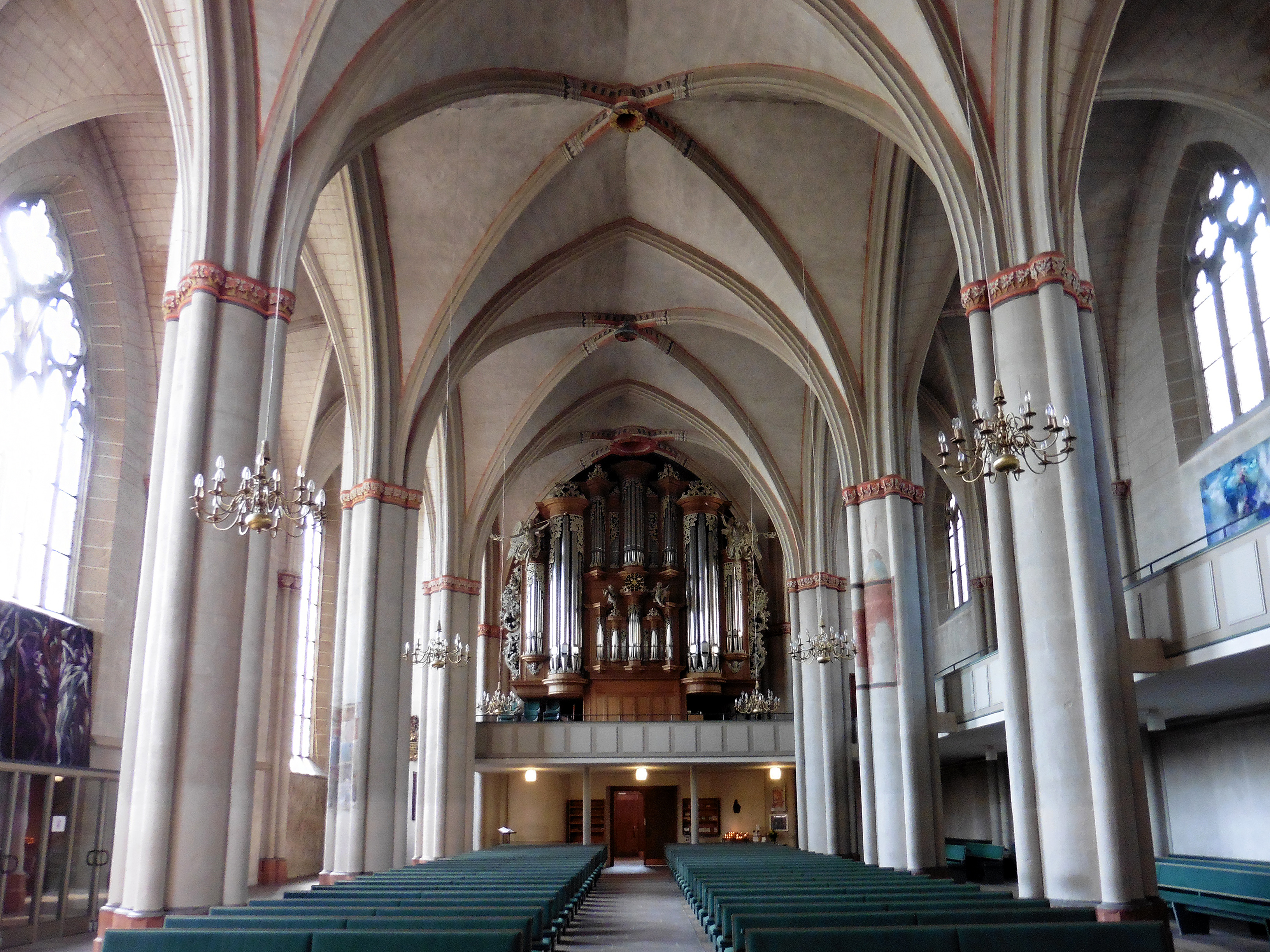
Langhaus von Osten

Die Lutherische Pfarrkirche, auch St.-Marien-Kirche oder Stadtpfarrkirche genannt, ist eine evangelische Kirche im Zentrum der Stadt Marburg. Sie versorgt die Lutherische Pfarrkirchengemeinde St. Marien Marburg/Lahn mit ihrem Einzugsgebiet in der südlichen Oberstadt und den angrenzenden Gebieten. Außerdem ist sie Dekanatskirche des evangelischen Kirchenkreises Marburg.

## Geschichte
Ursprünglich waren die beiden Marburger Kirchen St. Maria und St. Kilian Filialkirchen der Martinskirche in Oberweimar. Aus dem Jahr 1222 stammt die erste urkundliche Nennung der Marienkirche als ecclesia maior in Marburg. Am 6. April 1227 wurden ihr die selbständigen Pfarrrechte durch Landgraf Ludwig IV. verliehen. Die Marienkirche bestand dabei aus einem romanischen Vorgängerbau, an den um 1288 der gotische Chor angebaut wurde. Dieser war in etwa so groß wie die romanische Kirche. Am 1. Mai 1297 wurde der Chor geweiht. Zwischen 1318 und 1390–95 wurde das gotische Langhaus an der Stelle des Vorgängerbaus unter dem Baumeister Tyle von Frankenberg errichtet. Mitte des 15. Jahrhunderts wurde mit dem Bau des Kirchturms und der Turmhalle an der Westseite des Langhauses begonnen. 1473 erhielt der Turm die noch heute erhaltene hölzerne Turmspitze, die auffällig schief ist und ein markantes Wahrzeichen der Marburger Altstadt darstellt.
Unter Philipp I. wurde in der Landgrafschaft Hessen die lutherische Reformation eingeführt. 1567 wurde das Territorium unter Philipps vier Söhnen aufgeteilt. Hessen-Kassel ging ab 1592 unter Landgraf Moritz zum reformierten Bekenntnis über. Durch Aussterben der Linie Hessen-Marburg kam Marburg mit seinem Umland 1605 zu Hessen-Kassel. Die Auseinandersetzungen um die Einführung des reformierten Bekenntnisses führten im August 1605 zur Zerstörung der mittelalterlichen Ausstattung. Moritz führte die Universität vom lutherischen zum reformierten Bekenntnis (siehe Konfessionsverhältnisse in der Landgrafschaft Hessen-Kassel); um die Universitätskirche sammelte sich die reformierte Universitäts- und Stadtgemeinde. Die Stadtpfarrkirche St. Marien und die Mehrheit der Bevölkerung blieben jedoch lutherisch. Das jahrhundertelange Nebeneinander der beiden protestantischen Konfessionen in Marburg erklärt den Zusatz lutherisch im Namen der Kirche.

## Architektur
Die Kirche steht auf einem terrassenförmig angelegten Plateau am Schlossberg zwischen Ritterstraße und Rübenstein, gestützt durch große Mauern. Es ist eine im gotischen Stil erbaute Kirche, bestehend aus Chor und dreischiffigem Hallenlanghaus. Während der Außenbau durch eine glatte, strebepfeilerlose Wand auffällt, stehen im Inneren keilförmige Strebepfeiler, die das vierteilige Kreuzrippengewölbe tragen. Zwischen den Strebepfeilern sind hohe zweibahnige Fenster angeordnet. Der aus dem 15. Jahrhundert stammende Turm sollte eigentlich einen Turmhelm in Steinbau erhalten, es blieb aber bei einem hölzernen Provisorium. Da sich das Holz des Turms durch anhaltende Sonneneinstrahlung verzogen hat, ist der Turmhelm schief und gehört zu den Wahrzeichen der Stadt. In der Glockenstube hängen vier Glocken. Das Fenster im Eingangsbereich wurde im Jahr 1958 von Erhardt Klonk geschaffen.

## Ausstattung

### Orgel

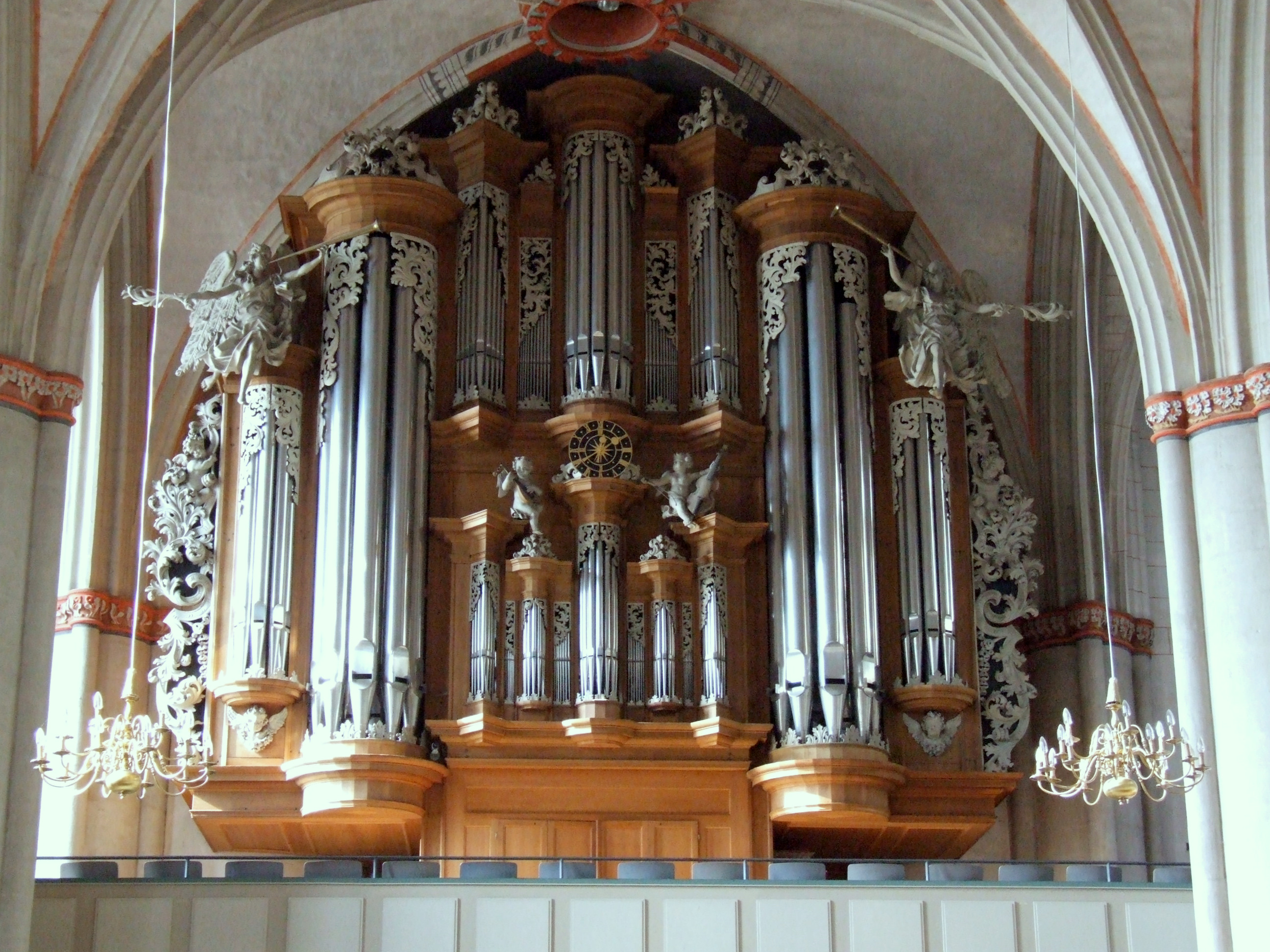
Blick auf den Orgelprospekt

Die ursprünglich von Johann Nikolaus Schäfer um 1722 erbaute Orgel wurde 1876 aus dem Chor in den Westteil verlegt. 1969–1989 wurde sie von Karl Schuke hinter historischem Prospekt neu gebaut. Im Jahr 2015 wurde sie durch die Firma Freiburger Orgelbau Hartwig und Tilmann Späth grundlegend renoviert. Sie besitzt drei Manuale mit selbstständigem Pedal sowie 56 Register.
| I Positiv C–g3 |                |        |
| 1.             | Gedackt        | 8′     |
| 2.             | Quintade       | 8′     |
| 3.             | Principal      | 4′     |
| 4.             | Koppelflöte    | 4′     |
| 5.             | Rohrquinte     | 2 ⁄3′  |
| 6.             | Oktave         | 2′     |
| 7.             | Gedackt        | 2′     |
| 8.             | Sesquialter II | 1 3⁄5′ |
| 9.             | Quinte         | 1 ⁄3′  |
| 10.            | Sifflöte       | 1′     |
| 11.            | Scharff IV-V   | 1′     |
| 12.            | Vox humana     | 8′     |
| 13.            | Krummhorn      | 8′     |
|                | Tremulant      |        |

| II Hauptwerk C–g3 |                |       |
| 14.               | Bordun         | 16′   |
| 15.               | Quintade       | 16′   |
| 16.               | Prinzipal      | 8′    |
| 17.               | Spielflöte     | 8′    |
| 18.               | Rohrflöte      | 8′    |
| 19.               | Oktave         | 4′    |
| 20.               | Nachthorn      | 4′    |
| 21.               | Nasat          | 2 ⁄3′ |
| 22.               | Oktave         | 2′    |
| 23.               | Waldflöte      | 2′    |
| 24.               | Mixtur V–VI    | 1 ⁄3′ |
| 25.               | Scharff III–IV | 1⁄2′  |
| 26.               | Fagott         | 16′   |
| 27.               | Trompete       | 8′    |
|                   | Tremulant      |       |

| III Schwellwerk C–g3 |               |        |
| 28.                  | Rohrflöte     | 16′    |
| 29.                  | Holzprinzipal | 8′     |
| 30.                  | Schwegel      | 8′     |
| 31.                  | Spitzgedackt  | 8′     |
| 32.                  | Prinzipal     | 4′     |
| 33.                  | Flute douce   | 4′     |
| 34.                  | Quintflöte    | 2 ⁄3′  |
| 35.                  | Oktave        | 2′     |
| 36.                  | Nachthorn     | 2′     |
| 37.                  | Terz          | 1 3⁄5′ |
| 38.                  | Quinte        | 1 ⁄3′  |
| 39.                  | Septime       | 1 ⁄7′  |
| 40.                  | Mixtur V      | 2′     |
| 41.                  | Dulcian       | 16′    |
| 42.                  | Trompete      | 8′     |
| 43.                  | Oboe          | 8′     |
|                      | Tremulant     |        |

| Pedalwerk C–f1 |                 |         |
| 44.            | Prinzipal       | 16′     |
| 45.            | Subbass         | 16′     |
| 46.            | Quinte          | 10 2⁄3′ |
| 47.            | Oktave          | 8′      |
| 48.            | Gedackt         | 8′      |
| 49.            | Oktave          | 4′      |
| 50.            | Rohrpommer      | 4′      |
| 51.            | Bauernflöte     | 2′      |
| 52.            | Rauschpfeife IV | 5 1⁄3′  |
| 53.            | Mixtur V        | 2′      |
| 54.            | Posaune         | 16′     |
| 55.            | Trompete        | 8′      |
| 56.            | Clairon         | 4′      |
|                | Tremulant       |         |

- Koppeln: I/II, III/II, I/P, II/P, III/P

### Glocken
In der Glockenstube hängen vier Glocken mit den Schlagtönen d1, g1, b1 und d2 (g-Moll-Akkord). Die b1-Glocke wurde 1362 von einem unbekannten Meister gegossen und ist das älteste Instrument im Geläut. Im Jahre 1669 goss Johannes Schirnbein in Marburg die große Glocke. Diese wurde während des Zweiten Weltkrieges durch den Kirchturm hinabgelassen und auf den Glockenfriedhof nach Hamburg-Veddel verschafft, um dort für die Rüstungsindustrie eingeschmolzen zu werden. Nachdem sie diesem Schicksal entgangen war, wurde die Glocke an ihren Ursprungsort zurückgeführt. Seitdem ist sie an ihrem unteren Rand beschädigt, was aber ihren Klang nicht beeinträchtigt hat. Die beiden übrigen Glocken ergänzte die Glocken- und Kunstgießerei Rincker aus Sinn in den Jahren 1925 (zweitgrößte Glocke) und 1951 (kleine Glocke).

### Landgrafengräber

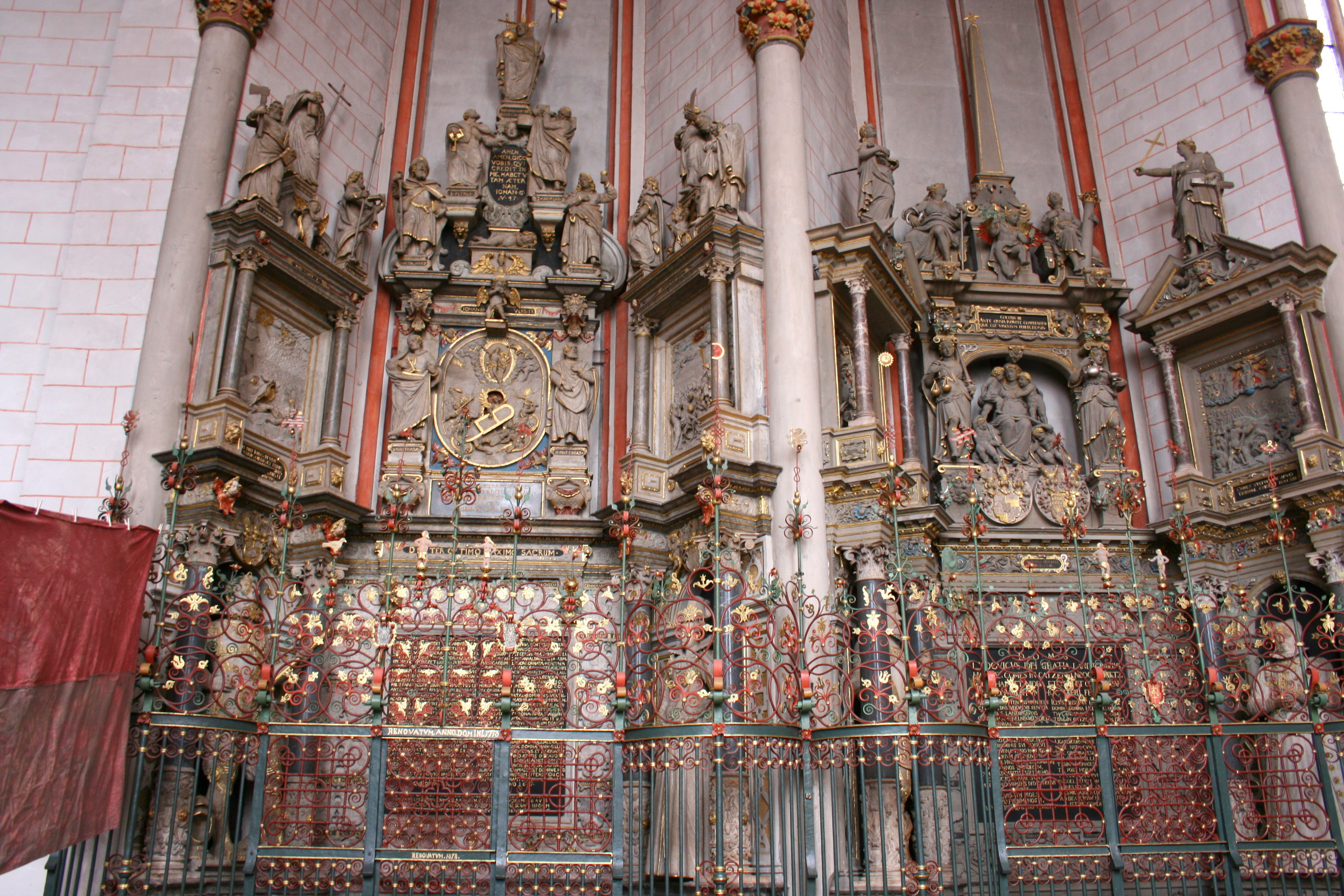
Grabmal Ludwig IV.

An der Nordwand des Chores befindet sich rechts das Grabmal von Landgraf Ludwig IV. und seiner Gemahlin Hedwig von Württemberg, begonnen 1590, bestehend aus einem Sandsteinsockel mit Marmorsäulen und Plastiken aus Alabaster. Es ist durch eine mausoleumsartige Tiefe und triptychonartige Segmentierung ausgezeichnet. Horizontal ist das Grabmal oberhalb des mit Löwen verzierten Sarkophag-Sockels dreigeteilt: das große erste Geschoss mit zwei überlebensgroßen stehenden Figuren des Landgrafen und seiner Gemahlin und einer Gedenktafel, das zweite Geschoss mit Reliefs sowie die Giebel mit freistehenden allegorischen Figuren. Links davon ist das Grabmal von Landgraf Ludwig V. und seiner Gemahlin Magdalena von Brandenburg, das nach dem Vorbild des vorigen gestaltet ist. Geschaffen wurden die Grabmäler rechts von Gerhard Wolff aus Mainz (1590–1593) und links von Adam und Philipp Franck aus Gießen (1627–31).

## Wandmalerei
In der Pfarrkirche befindet sich eine originale Wandmalerei, die eine bekleidete, bärtige Gestalt darstellt, die am Kreuz hängt. Dabei soll es sich nicht um Jesus handeln, sondern um die heilige Kümmernis. Der Legende nach war sie die schöne, christliche Tochter eines heidnischen, portugiesischen Königs, der sie kreuzigte, nachdem ihr Gott bzw. Maria einen Bart wachsen ließ, um sie vor einer Hochzeit zu schützen.